# Parroquia de San Lázaro (Zamora)
La parroquia de San Lázaro es una parroquia del arciprestazgo de Zamora-ciudad, perteneciente a la diócesis de Zamora.

## Historia
A comienzos del siglo XX, estaban comprendidas dentro de la parroquia las iglesias de San Lázaro y Espíritu Santo y las ermitas de Nuestra Señora de los Remedios y Cristo de Valderrey. Aparece descrita en La provincia de Zamora: guía geográfica, histórica y estadística de la misma (1905) de Felipe Olmedo y Rodríguez con las siguientes palabras:

Parroquia de San Lázaro.—Corren los límites de su territorio desde la esquina de la ronda de la puerta de Santa Ana, descendiendo por la muralla hasta el término de San Ildefonso en la puerta de San Martín; baja perpendicularmente á la carretera y corre por ella á buscar la transversal que conduce al pontón del Espíritu-Santo; sigue por la derecha de las aceñas de Gijón hasta los Pisones, buscando á su Oeste río abajo los términos de Zamora, por los cuales gira después hacia el Norte y Saliente hasta alcanzar la carretera de Villalpando, volviendo por ella á Zamora para subir por el Oesta de la Plaza de Toros á su punto de partida en la esquina de la muralla de la ronda de la Puerta de Santa Ana. Comprende el circuito de su collación la iglesia del Espíritu-Santo, que es su ayuda de parroquia, la ermita de los Remedios, y la del Cristo de Valderrey, sujetas á dicha matríz de San Lázaro.
(Olmedo y Rodríguez, 1905, p. 94)

En la actualidad, la parroquia pertenece al arciprestazgo de Zamora-ciudad, integrado dentro de la diócesis de Zamora, y tiene por párroco a Florencio Gago Rodríguez.